# Ocnerioxyna maripilosa
Ocnerioxyna maripilosa är en tvåvingeart som först beskrevs av Munro 1947.  Ocnerioxyna maripilosa ingår i släktet Ocnerioxyna och familjen borrflugor. Inga underarter finns listade i Catalogue of Life.